# Myst V: End of Ages
Myst 5: End of Ages — компьютерная игра в жанре графического квеста, пятая и последняя по счёту в серии Myst. Разработана студией Cyan Worlds и издана компанией Ubisoft.

## Игровой процесс
Myst 5: End of Ages — первая игра в серии (не считая серию URU и realMYST), выполненная полностью на трёхмерном движке. Предыдущие игры серии использовали технологию пререндерного окружения, что позволяло добиться гармоничного сочетания превосходной 2D-графики и удобного управления, однако за счёт этого страдала интерактивность и оживлённость причудливых внешне миров. Разработчики из Cyan Worlds отнеслись к разработке пятой части с полной серьёзностью: они создали необычайно красивый трёхмерный мир, сделали его по-настоящему живым и внедрили в игру несколько вариантов управления главным героем. Перемещаться по миру отныне стало возможно как с использованием мыши, подобно предыдущим играм серии, так и с использованием клавиатуры.
Основные новшества геймплея таковы:
- Блокнот — в него автоматически записываются тексты всех разговоров в игре.
- Страницы из дневника Йеши — во время путешествия игрок будет находить подобные страницы (всего их 12 штук), в которых найдёт как подсказки, так и важные сообщения.
- Фотоаппарат — в отличие от Myst 4: Revelation, где фотоаппарат использовался строго по своему назначению, в данной игре он позволяет лишь сохранить игру.
- Книга сохранений — позволяет загрузить сохранённую с помощью фотоаппарата игру, а также подписать выбранное изображение.
- Таблички — с помощью них происходит общение с загадочными существами барро (Bahro). Символы на поверхности табличек рисуются с помощью мыши, в игре используется технология распознавания рукописного ввода.
- Отсутствие живой игры актёров: вместо них используются трёхмерные модели с задействованной технологией motion capture.

## Сюжет
Первые кадры игры дают понять с совершенной очевидностью: некогда славная цивилизация D’ni погибает. Атмосфера обречённости и пустоты царит буквально повсюду. Огромная пятикилометровая шахта, связывающая мир D’ni с поверхностью планеты, — венец могущества древнего народа — рушится буквально на глазах. Огромные трещины в полах, многочисленные обвалы и редкие землетрясения — вот чем встречает игра Странника (Stranger) на этот раз. Однако, как выясняется, далеко не всё потеряно…
Сюжет игры разворачивается вокруг двух основных персонажей: Йе́ши (Yeesha), которую можно было встретить в Myst 3: Exile, Myst 4: Revelation и серии URU, и нового действующего лица Э́шера (Esher), последнего из хранителей D’ni, который и поведает игроку о происходящих событиях. Для того чтобы восстановить древнюю цивилизацию и дать ей шанс к процветанию, необходимо использовать таинственный заблокированный артефакт, известный как Скрижаль (Tablet). Использовать его может только один человек — Сеятель (Grower). Всеми предполагалось, что Сеятелем является Йеша, однако её попытки разблокировать Скрижаль потерпели неудачу. Поэтому цивилизации D’ni нужна помощь Странника. Последнему суждено посетить четыре причудливых мира и активировать в них таблички. Таблички являются ключами к использованию Скрижали.
В основу идеи игры, как и в оригинальном Myst, положен выбор игрока . Раздобыв ключи к Скрижали, Странник должен выбрать, какая судьба ждёт увядающую цивилизацию в будущем: полное уничтожение и забвение или возрождение и процветание. Ссылки на предыдущие игры серии, а также постоянные душевные терзания главных героев помогут сделать правильный выбор…

## Отзывы
| Сводный рейтинг | Сводный рейтинг |
| Агрегатор       | Оценка          |
| --------------- | --------------- |
| GameRankings    | 79,82 %         |